# Barre Phillips
Barre Phillips (San Francisco, 27 ottobre 1934 – Las Cruces, 28 dicembre 2024) è stato un contrabbassista jazz statunitense, noto soprattutto per la sua attività di improvvisatore e di didatta.

## Biografia
Musicista professionista dal 1960, si trasferì a New York nel 1962 e infine in Europa nel 1967. Dal 1972 si stabilì in Francia, nel dipartimento del Var in Provenza dove nel 2014 fondò il Centro Europeo per l'Improvvisazione (CEPI).
Studiò nel 1959 con S. Charles Siani, secondo contrabbasso della San Francisco Symphony.
Negli anni '60 registrò (tra gli altri) con Eric Dolphy, Jimmy Giuffre, Archie Shepp, Attila Zoller, Lee Konitz e Marion Brown.
Nel 1968 registrò un'improvvisazione per contrabbasso solo, pubblicata negli USA dalla rivista Journal Violone. Pubblicata con il nome Unaccompanied Barre in Inghilterra, e Basse Barre in Francia, fu accreditata come la prima registrazione di un solo di contrabbasso. Nel 1971 registrò con Dave Holland, Music from Two Basses, che probabilmente fu la prima registrazione di improvvisazione di un duo di contrabbassi.
Negli anni '70 fu membro del gruppo The Trio con il sassofonista John Surman e il batterista Stu Martin, uno dei più influenti gruppi nella scena dell'improvvisazione libera.  Negli anni '80 e '90 suonò regolarmente con la London Jazz Composers Orchestra capitanata dal bassista Barry Guy. Lavorò alla colonna sonora dei film Merry-Go-Round (1981), Il pasto nudo (1991, insieme con Ornette Coleman) e Alles was baumelt, bringt Glück! (2013).
Come improvvisatore lavorò, fra molti altri, con i bassisti Peter Kowald e Joëlle Léandre, con il chitarrista Derek Bailey, i clarinettisti Theo Jörgensmann e Aurélien Besnard, i sassofonisti Peter Brötzmann, Evan Parker e Joe Maneri e il pianista Paul Bley.

## Discografia
- Attila Zoller Quartet: The Horizon Beyond, 1965
- Gong: Magick Brother, 1970
- The Trio featuring John Surman: The Dawn Sessions, 1970
- Music from Two Basses duetti con David Holland (ECM, 1971)
- Terje Rypdal: What Comes After (ECM, 1973)
- For All It Is (JAPO, 1973)
- Mountainscapes (ECM, 1976)
- Three Day Moon (ECM, 1978)
- Journal Violone II (ECM, 1979)
- Music by... (ECM, 1980)
- Alfred Harth: This Earth! (ECM, 1983) con Paul Bley, Trilok Gurtu & Maggie Nicols
- Call Me When You Get There, (ECM, 1984)
- Naxos (con Jean-Marc Montera e Claudia Phillips), 1987
- Camouflage (Victo, 1989) solo
- Aquarian Rain (ECM, 1991)
- No Pieces (with Michel Doneda Alain Joule), 1992
- Time Will Tell with Paul Bley and Evan Parker (ECM, 1994)
- Etchings in the Air (con Haino Keiji), 1996
- Uzu (PSF, 1997) con Motoharu Yoshizawa
- Trignition (con Bertram Turetzky e Vinny Golia), 1998
- Robin Williamson: The Iron Stone (ECM, 1998)
- Jazzd'aià (con Serge Pesce e Jean Luc Danna), 1998
- Joe Maneri: Tales of Rohnlief (ECM, 1998)
- Play 'Em as They Fall, with Emai Kazuo, 1999
- Sankt Gerold con Paul Bley e Evan Parker (ECM, 2000)
- Journal Violone 9 (Emouvance, 2001) solo
- Joe Maneri: Angles of Repose (ECM, 2002)
- After You've Gone (Victo, 2004) con Tetsu Saitoh, William Parker, Joëlle Léandre; Peter Kowald
- Musique Primale (sornettes, 2009) con Philippe Festou, ensemble contemporain Yin
- The rock on the hill (nato, 2011) trio con Lol Coxhill e JT Bates
- No Meat Inside (Facing You / IMR, 2013) quartetto con François Cotinaud, Henri Roger, e Emmanuelle Somer